# Ivo Novák (herec)
Ivo Novák (* 21. března 1967 Ostrava) je český herec a pedagog.

## Životopis
Narodil se dne 21. března 1967 v Ostravě. V letech 1985 až 1989 studoval herectví na pražské DAMU. Ovládá anglický, ruský a polský jazyk. V Divadle Pod Palmovkou začal hrát v roce 1989. V roce 1991 nastoupil do Středočeského divadla. Od roku 1994 je na volné noze. Hostoval v divadlech Bez zábradlí, Ta Fantastika, Divadlo Radoslava Brzobohatého, Karlín. Je kytaristou skupiny Condurango herečky Báry Hrzánové. Příležitostně skládá scénickou hudbu. Vyučuje hru na kytaru.
Jeho manželka je Claudia Vaseková, kterou si vzal v roce 1993.

## Dabing a herectví
Od roku 1993 v dabingu propůjčil svůj hlas desítkám postav v seriálech a filmech. Například lze uvést film Mupeti, kde namluvil a nazpíval žabáka Kermita, americký animovaný seriál Simpsonovi, v němž od roku 1994 dabuje Cletuse Spucklera a Jeremyho Freedmana, dále kreslený seriál Spongebob v kalhotách, seriál Gilmorova děvčata, kde dabuje postavu herce Seana Gunna – maskota Kirka, či postavu Issace v seriálu Lovci duchů.
Hraje v mnoha zahraničních filmech, které se natáčí v České republice. Také si zahrál ve filmech s českou produkcí.
Hrál také v 5 epizodách seriálu Ordinace v růžové zahradě 2 sňatkového podvodníka Zdeňka Rajského.